# 德国驻福州领事馆
德意志國驻福州领事馆是历史上德国派驻中国福州的领事级外交代表机构，最早在1864年起设立，至1917年关闭。建于福州市倉山區进步路16号的领事馆馆舍则由德商禅臣洋行赠予，后于1983年拆毁，现为福建师范大学生物系场地。

## 历史
清道光二十二年（1842年）中英《南京条约》签定后，福州府被列为“五口通商”之一正式开埠。自1845年南台岛的英国领事馆建立起，先后有17个国家在仓山一带设立领事馆或代办处。同治三年（1864年），德国（当时为德意志邦联）向福州派遣了首任领事居茄，初期仅代表不来梅和汉堡。在同治十年（1871年）至光绪二十年（1894年）前则由美国领事兼任，后又从本国委派。至民国六年（1917年）3月第一次世界大战末期，中国作为参战的协约国成员之一，正式向德国、奥匈帝国等国宣战绝交，德国领事馆被迫撤离。

### 历任领事
以下为德国驻福州历任领事：
| 中文名     | 原文名 | 就任   | 离任   | 备注                       |
| ---------- | ------ | ------ | ------ | -------------------------- |
| 居茄       |        | 1864年 | 1869年 | 代表不来梅和汉堡           |
| 丕时       |        | 1869年 | 1870年 | 署理领事，代表不来梅和汉堡 |
| 美里登     |        | 1870年 | 1871年 | 法国人，由税务司兼任       |
| 戴兰那     |        | 1871年 | 1873年 | 署理领事，由美国领事兼任   |
| 柯劳尔     |        | 1873年 | 1874年 |                            |
| 戴兰那     |        | 1874年 | 1880年 | 署理领事，由美国领事兼任   |
| 荣日德约瑟 |        | 1880年 | 1890年 | 署理领事，由美国领事兼任   |
| 葛尔锡     |        | 1890年 | 1894年 | 署理领事，由美国领事兼任   |
| 谢弥沈     |        | 1894年 | 1916年 | 署理领事，1895年授正领事   |
| 温特泽     |        | 1916年 | 1917年 |                            |

## 建筑
德国驻福州领事馆设立之初的办公场所已不可考。后德商禅臣洋行（Siemssen & Krohn）将建于洋墓亭附近（现程埔路172号）的禅臣花园赠送给领事馆，馆舍遂建于该花园中（现进步路16号）。馆舍的具体建筑时间尚未有明确记载，仅能确定在光绪十七年（1891年）以后。领事馆后门200米处一座红砖二层洋楼为领事官邸，现为聚和路15号的德园。中国对德宣战后，该馆舍和领事官邸作为敌产被北洋政府没收。民国二十八年（1939年）起则划拨给新创办的福建省自然科学研究所使用，次年，改称福建省研究院。中华人民共和国成立后，该院于1951并入福州大学（即今福建师范大学），原址由生物系使用，至1983年拆毁，现为生物系饲养动物实验室。